# Almería (pokrajina)
Almería je provincija na jugu Španjolske u autonomnoj zajednici Andaluzija. Središte provincije je grad Almería. U ovoj provinciji nalazi se jedina pustinja u Europi, pustinja Tabernas. Zbog toga je ova provincija postala idealan pejzaž za snimanje vesterna, naročito 1960-ih. Provincija ima 701.688 stanovnika (1. siječnja 2014.), a prostire se na 8.774 km². Službeni jezik je španjolski.

## Vanjske poveznice
- Službene stranice